# Mansfield Town Football Club
O Mansfield Town Football Club é um clube de futebol da cidade de Mansfield, em Nottinghamshire, Inglaterra. Atualmente joga na League Two.

## Títulos
- Division Three - 1976-77
- Division Four  - 1974-75
- League Trophy - 1986-87
- Conference National - 2012-13